# Liste des quartiers de Cannes
La ville de Cannes est territorialement découpée en dix quartiers administratifs regroupant les lieux-dits ou quartiers historiques. Neuf d'entre eux rayonnent schématiquement vers l'intérieur des terres à partir d'un vaste front de mer. Le premier est le seul à être situé au-delà de l'autoroute A8 « la Provençale ». Le dixième comporte une partie insulaire marquant la limite entre la baie de Cannes et le golfe Juan.

1. Bocca Nord
2. Bocca Sud - 3. La Croix-des-Gardes - 4. Riou - Petit Juas - Av. de Grasse - 5. Carnot - 6. Prado - République - 7. Californie - Pezou
10. Le Suquet - 9. Centre - Croisette - 8. Pointe Croisette
10. Îles de Lérins